# Matías Prats Chacón
Matías Prats Chacón (Madrid, 5 de enero de 1985) es un periodista español.

## Trayectoria
Matías Prats Chacón es hijo de Matías Prats Luque y nieto de Matías Prats Cañete, ambos periodistas. Comenzó como becario y narrador en Radio Marca; posteriormente fue redactor, presentador y enviado especial de los deportes de Veo Televisión entre septiembre de 2009 y mayo de 2011, también dirigió en este canal el programa deportivo El marcador y fue enviado especial del Giro de Italia 2011.
Desde junio de 2011 trabaja en la redacción de deportes de Mediaset España en Telecinco, donde es reportero y cubre la información sobre el Real Madrid. En Cuatro, la otra cadena del grupo estuvo a pie de palco junto a Juanma Castaño, en los partidos de la Liga de primera división que emitía Mediaset, y con Manu Carreño, Lobo Carrasco, Kiko Narváez y Joaquín Ramos Marcos en el plató, cuando realizaban los programas previos o de resúmenes de la Liga de primera división, como Partido a partido o Tiki-Taka. Además era reportero a pie de campo en los partidos de la Selección de fútbol sub-21 de España que se retransmitían en Cuatro. Era uno de los colaboradores de Tiki-Taka, cuando se emitió en Cuatro y Energy.
En 2015, estuvo presentando los deportes de Informativos Telecinco por las vacaciones del presentador de la edición matinal. A partir de noviembre de 2017, sustituye a Rebeca Haro como presentador de los deportes de la edición matinal del informativo y entre febrero de 2019 y enero de 2024 presenta los bloques de deportes en los informativos de fin de semana. Desde entonces, realiza la misma labor de lunes a viernes en el informativo nocturno.
Además, también ha sido enviado especial a las Eurocopas de 2012, 2016 y 2020, al igual que fue seleccionado para estar a pie de campo durante los Mundiales de Fútbol de 2014 y 2018 y la Copa FIFA Confederaciones 2013, en todas las ocasiones para Mediaset España, grupo para el que trabaja.